# Jean Desforges
Jean Desforges (Reino Unido, 4 de julio de 1929-25 de marzo de 2013) fue una atleta británica, especializada en la prueba de 4 x 100 m en la que llegó a ser medallista de bronce olímpica en 1952.

## Carrera deportiva
En los JJ. OO. de Helsinki 1952 ganó la medalla de bronce en los relevos 4 x 100 metros, con un tiempo de 46.2 segundos, tras Estados Unidos (oro) y Alemania, siendo sus compañeras de equipo June Foulds, Sylvia Cheeseman y Heather Armitage.